# Гетеанум
Гетеанум (Ґетеанум) — всесвітній центр Антропософського руху, названий на честь Гете. Він розташований у Швейцарії в місті Дорнах. Архітектура будівлі, зведеній за принципом органічної архітектури, за задумом Рудольфа Штайнера (архітектора й організатора будівництва), втілює Всесвіт. Порода дерева для обробки підбиралися як для скрипки; це для того, щоб були відчутні вібрації усіх типів.
Гетеанум оголошений швейцарською владою історичною пам'яткою, оскільки є однією з найзначніших архітектурних споруд XX століття. Потужна будівля із залізобетону з обтічними органічними формами не має зовні і всередині жодного прямого кута. Це — місце, де панує гармонія. Поруч у тому ж стилі побудовані навколишні службові та житлові будівлі.
Кожен елемент Гетеанума — настінні розписи, вітражі, скульптури, картини, форми і число колон — має свою символіку.
 Мабуть, у житті буде створено не так багато незвичайного, з вмістом більш великим, ніж історія цієї будівлі і ніж саме цю будівлю.
— Крістіан Моргенштерн

## Перший Гетеанум
У будівництві Гетеанума брали участь представники інтелігенції з Російської Імперії  — Анна Тургенєва, Андрій Білий, киянин Максиміліан Волошин, Маргарита Волошина та багато інших. Зокрема, Маргарита Волошина (учениця Іллі Рєпіна і Костянтина Коровіна) розписувала куполи першого Гетеанума. Крім них в будівництві Гетеанума (поки у всьому світі тривала Перша світова війна) брали участь представники всіх воюючих країн.
Будівлю знищено шляхом підпалу в ніч з 31 грудня 1921 року на 1 січня 1922-го.

## Другий Гетеанум
Над проектуванням нової будівлі в 1923 році працював Рудольф Штайнер. Будівництво почалося в 1924 році і тривало до 1928 року, вже після смерті Штайнера.

## Галерея

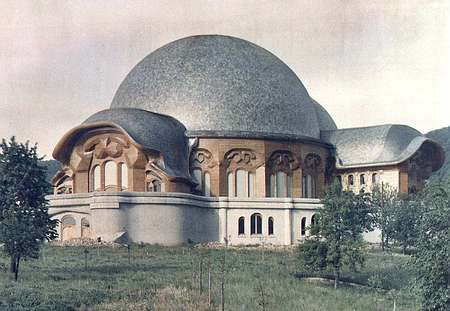
Перший Гетеанум
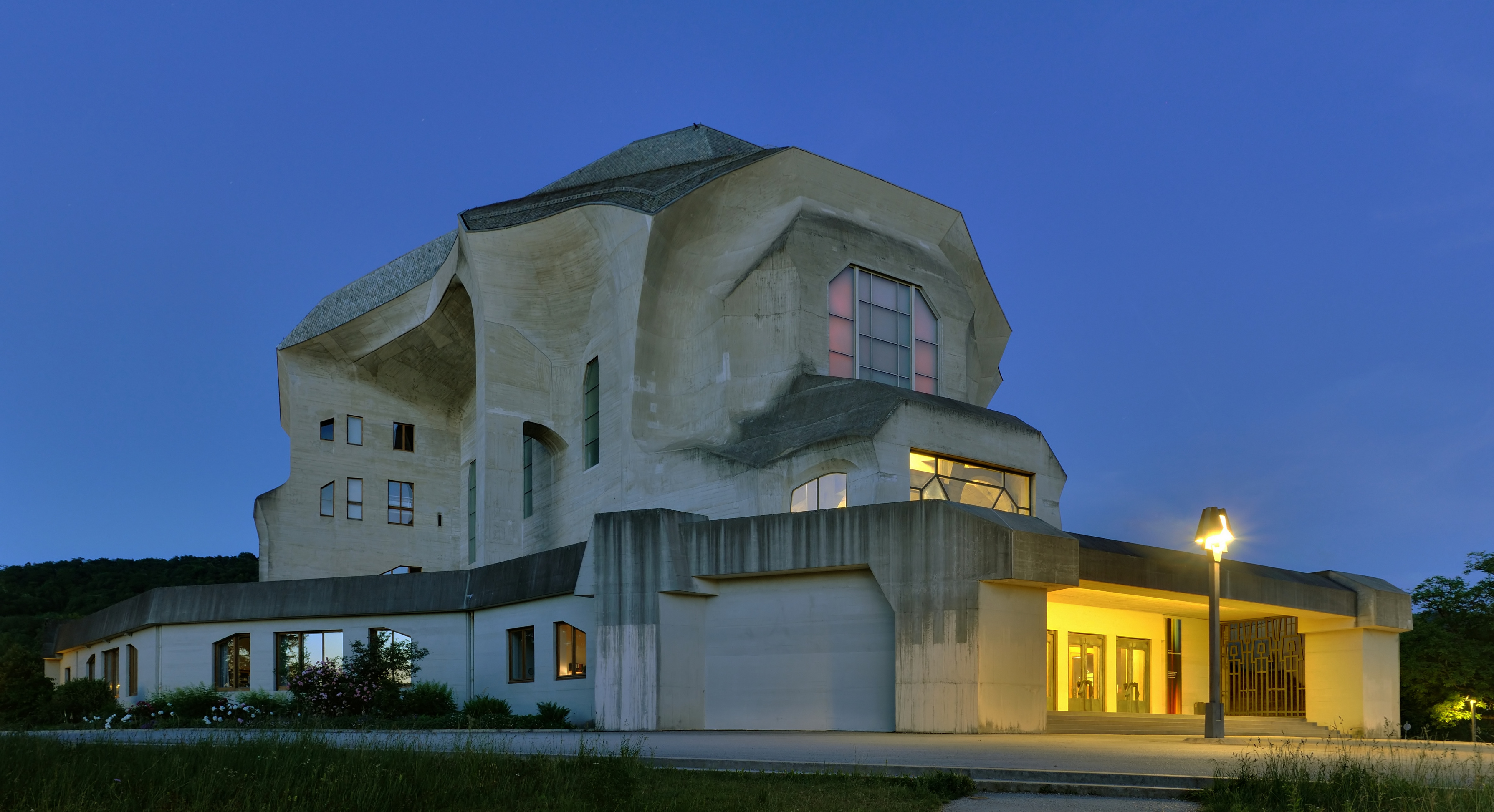
Другий Гетеанум
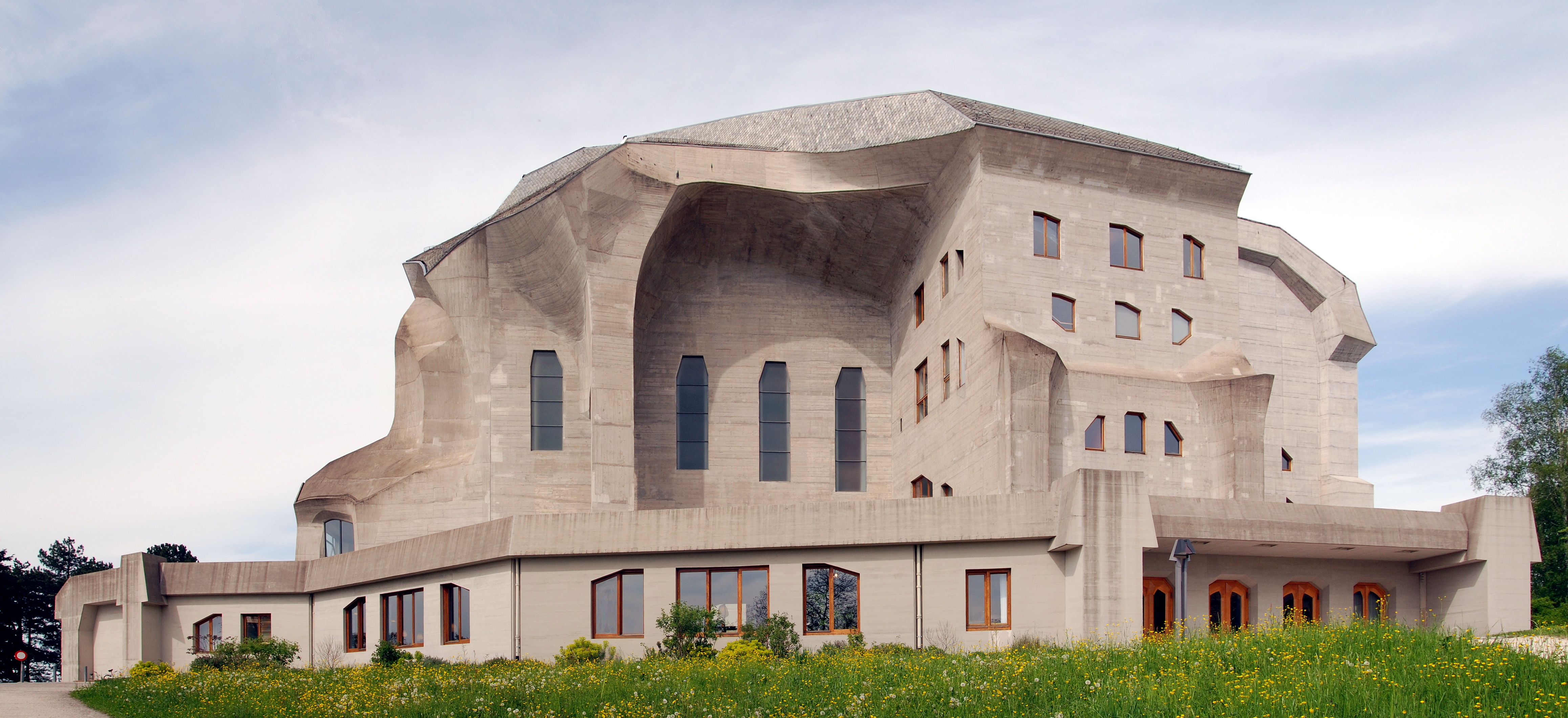
Другий Гетеанум
- Політ на октокоптері над Гетеанумом
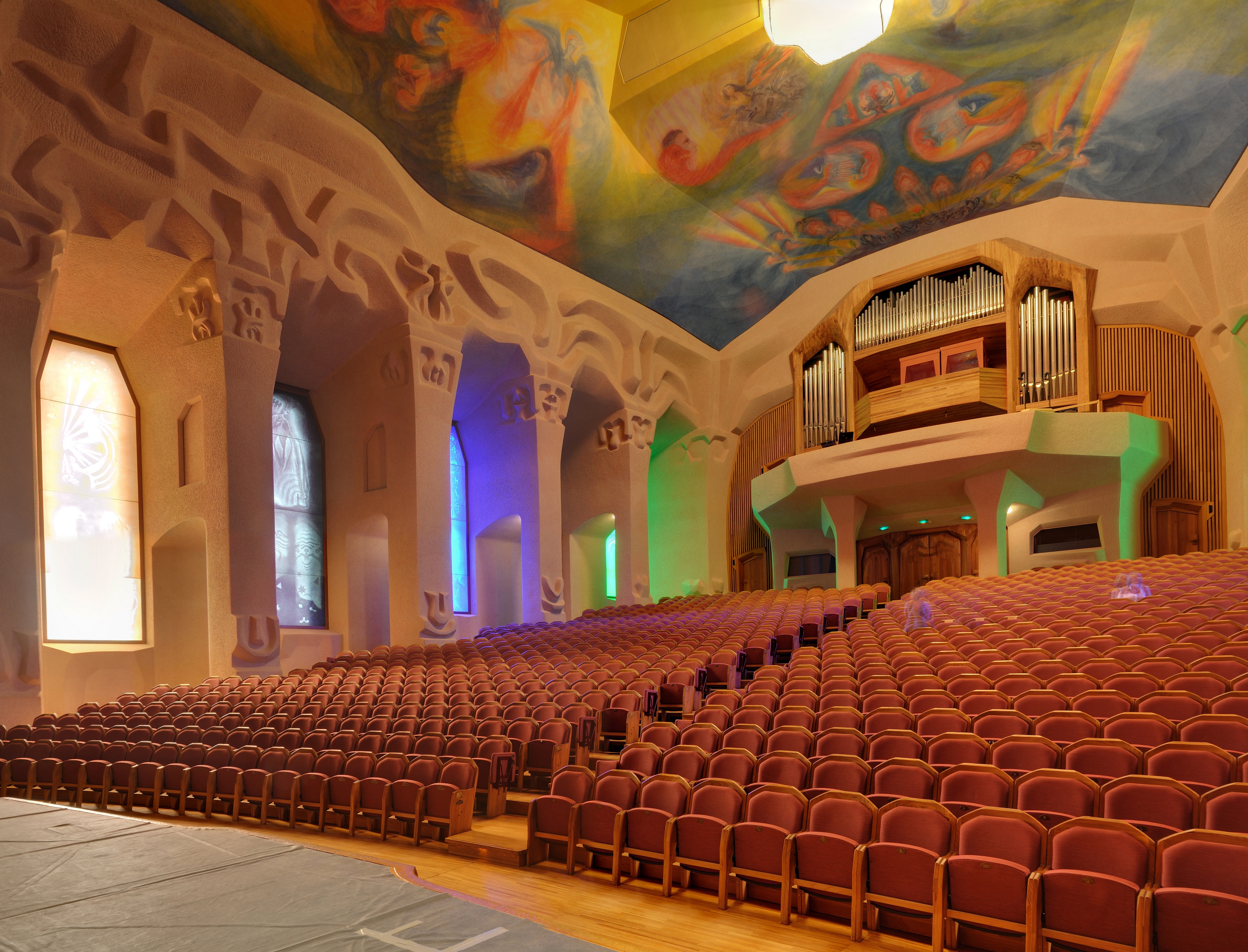
Інтер'єр Гетеанума в Дорнаху